# عاصفة بحر الجليل
العاصفة على بحر الجليل هي لوحة زيتية على قماش من عام 1633 رسمها رسام العصر الذهبي الهولندي رامبرانت فان راين. كانت في السابق في متحف إيزابيلا ستيوارت غاردنر في بوسطن، لكنها سُرقت في عام 1990 وما زالت مفقودة. تُصور اللوحة معجزة يسوع التي تهدئ العاصفة على بحر الجليل والمكان هو نفسه بحيرة طبريا لكن لاسم بحر الجليل دلالة دينية في الديانة المسيحية، على وجه التحديد كما هو موصوف في الفصل الرابع من إنجيل مرقس.

## السرقة
في صباح يوم 18 مارس 1990، قام اثنان من اللصوص بالتنكر بزي ضباط الشرطة واقتحما المتحف وسرقوا الوحة (العاصفة على بحر الجليل) و 12 عملاً آخر  فيما يعتبر أكبر سرقة فنية في تاريخ الولايات المتحدة. لا يزال المتحف يعرض إطارات اللوحات الفارغة في مواقعها الأصلية  ولم يعثر على اللوحات إلى الآن.
في 18 مارس 2013، أعلن مكتب التحقيقات الفيدرالي أنهم يعرفون من المسؤول عن الجريمة. وقد اقترح التحليل الجنائي أن السرقة ارتكبتها جماعة إجرامية منظمة. لم يتم الإعلان عن أي استنتاجات، حيث أن التحقيق مستمر.

## في الثقافة الشعبية
- بيت متستر الموسم 3 يعرض اللوحة في حلقات متعددة.
- في القائمة السوداء حلقة «جينا Zanetakos (رقم 152)» (الموسم 1، الحلقة 6)، ريمون Reddington ديه حيازة العاصفة على بحيرة طبريا وترتيب بيعها لمشتر لحضور حفل زفاف المشتري. كما شوهدت عملية تزوير في حلقة «Greyson Blaise (رقم 37)» (الموسم 5، الحلقة 2).
- يشار إلى اللوحة وسرتها في فيلم Trance لعام 2013.
- هذه اللوحة هي غلاف كتاب ضد الآلهة: قصة المخاطرة الرائعة، بقلم بيتر ل. بيرنشتاين.
- تُستخدم اللوحة كغطاء فني لـ The Struggle (2012)، الألبوم الاستوديو الثالث لـ Tenth Avenue North .
- في The Venture Brothers ، يقوم الشرير Phantom Limb ببيع اللوحة لمافيو يشكو من أنه يريد الموناليزا . يشرح Limb أن Rembrandt ليس فقط لوحة أفضل ولكن أرخص من اللقطات، لأنها تزيد قليلاً عن ضعف الحجم.
- في الموسم 1، الحلقة 2 من المسلسل التلفزيوني عبر الإنترنت Iron Fist ، يتم تعليق اللوحة في السقيفة التي يُفترض أنها هارولد ميتشوم.
- اللوحة حتى تتحول في بلدة خيالية من فقدت في سارة بيت دورست الصورة 2014 رواية المفقودة .